# ヴェルヴェット・アンダーグラウンド・アンド・ニコ (アルバム)
『ヴェルヴェット・アンダーグラウンド・アンド・ニコ』（The Velvet Underground and Nico）は、ヴェルヴェット・アンダーグラウンドが1967年に発表したデビュー・アルバム。
発売当時はヒットしなかったが、後世への影響力が非常に強いアルバムで、『ローリング・ストーン』誌の「オールタイム・グレイテスト・アルバム500」(2020年版)と「オールタイム・ベスト・デビュー・アルバム100」に於いて、それぞれ23位と5位にランクイン。

## 概要
バンドのメンバーに加えて、本作ではプロデューサーのアンディ・ウォーホルの依頼によりいくつかの曲でニコが歌っている。
1966年4月、ニューヨークのセプター・スタジオの荒れ果てたスタジオが4日間おさえられ、アルバムのための多くの曲がレコーディングされた。期間は4日間で、経費は1,500ドルから3,000ドルと見積もられている。費用はウォーホールとコロムビア・レコードの営業責任者のノーマン・ドルフが受け持った。エンジニアはジョン・リカータが務めた。
レコーディング後、アセテート盤が作られるが、コロムビア・レコードは結局、販売と配給を拒否した。グループはアトランティック・レコードとエレクトラ・レコードにかけあうも、スターリング・モリソンによれば、アトランティックはルー・リードの麻薬に対する言及が気に入らず、エレクトラはジョン・ケイルのヴィオラが気に入らず、やはり断られた。最終的にレーベルはMGMレコードの子会社のヴァーヴ・レコードに決まった。
同年5月、ロサンゼルスのTTGスタジオで行われた2日間のセッションで、「僕は待ち人」「毛皮のヴィーナス」「ヘロイン」の3曲が再レコーディングされた。
同年7月、グループのデビュー・シングル「オール・トゥモロウズ・パーティーズ」が発売される。B面は「ユア・ミラー」。両面ともニコがリード・ボーカルを務める曲が選ばれた。
アルバムの発売日が延期されると、MGMレコードの東部A&Rの部長で、ヴァ―ヴに所属するザ・マザーズ・オブ・インヴェンションのデビュー・アルバム『フリーク・アウト!』をプロデュースしたトム・ウィルソンは、アルバムにはシングルとしてヒットする可能性のある楽曲が必要だと考えた。そこでリードとケイルは「日曜の朝」を書き上げ、11月、彼等はニューヨークのメイフェア・レコーディング・スタジオでウィルソンのプロデュースによって録音を行なった。12月、シングル「日曜の朝」が発売。B面にはニコがリード・ボーカルを務める「宿命の女」が収録された。
1967年3月12日に本作は発売された。ジャケットはウォーホルのデザイン。バナナが描かれたジャケットからバナナ・アルバムとも呼ばれる。バナナの絵の端にはPeel Slowly and See（ゆっくりはがして、見ろ）と書かれていて、初期の盤では貼ってあるバナナのステッカーをはがすとバナナの果肉が現れる。
ブライアン・イーノは1982年に受けた『Musician』のインタビューでジャーナリストのクリスティン・マッケンナに応えて、本作品について次のように述べている。

## 収録曲
記載なき作詞・作曲とリード・ヴォーカルはルー・リードによる。
| #         | タイトル                                                        | 作詞・作曲 | リード・ヴォーカル | 時間  |
| --------- | --------------------------------------------------------------- | ---------- | ------------------ | ----- |
| 1.        | 「日曜の朝 (Sunday Morning)」                                   |            |                    | 2:54  |
| 2.        | 「僕は待ち人 (I'm Waiting for the Man)」                        |            |                    | 4:39  |
| 3.        | 「宿命の女 (Femme Fatale)」                                     |            | ニコ               | 2:38  |
| 4.        | 「毛皮のヴィーナス (Venus In Furs)」                            |            |                    | 5:12  |
| 5.        | 「ラン・ラン・ラン (Run Run Run)」                              |            |                    | 4:22  |
| 6.        | 「オール・トゥモロウズ・パーティーズ (All Tomorrow's Parties)」 |            | ニコ               | 6:00  |
| 合計時間: | 合計時間:                                                       | 合計時間:  | 合計時間:          | 25:45 |

| #         | タイトル                                            | 作詞・作曲                                                               | リード・ヴォーカル | 時間  |
| --------- | --------------------------------------------------- | ------------------------------------------------------------------------ | ------------------ | ----- |
| 1.        | 「ヘロイン (Heroin)」                               |                                                                          |                    | 7:12  |
| 2.        | 「もう一度彼女が行くところ (There She Goes Again)」 |                                                                          |                    | 2:41  |
| 3.        | 「ユア・ミラー (I'll Be Your Mirror)」              |                                                                          | ニコ               | 2:14  |
| 4.        | 「黒い天使の死の歌 (The Black Angel's Death Song)」 | ルー・リード、ジョン・ケイル                                             |                    | 3:11  |
| 5.        | 「ヨーロピアン・サン (European Son)」               | ルー・リード、ジョン・ケイル、スターリング・モリソン、モーリン・タッカー |                    | 7:46  |
| 合計時間: | 合計時間:                                           | 合計時間:                                                                | 合計時間:          | 23:14 |

## カバー
- 日曜の朝 - マシュー・スウィート&スザンナ・ホフス（『アンダー・ザ・カヴァーズVol. 1』）、ストロベリー・スウィッチブレイド、ニーナ・ハーゲン、マイケル・スタイプ[9]
- 僕は待ち人  - ヴァネッサ・パラディ（『ビー・マイ・ベイビー』）
- 宿命の女  - R.E.M.、トム・トム・クラブ、エルヴィス・コステロ
- 毛皮のヴィーナス  - スマッシング・パンプキンズ、デイヴ・ナヴァロ
- オール・トゥモロウズ・パーティーズ  - ジャパン（『クワイエット・ライフ』)、ブライアン・フェリー（『タクシー』）
- ヘロイン - ビリー・アイドル、モーリン・タッカー[10]
- もう一度彼女が行くところ - R.E.M.、ザ・ビート・ファーマーズ、キング・プリンセス
- ユア・ミラー - コートニー・バーネット[11]